# Celosia paniculata
Celosia paniculata är en amarantväxtart som beskrevs av Carl von Linné. Celosia paniculata ingår i släktet celosior, och familjen amarantväxter. Inga underarter finns listade i Catalogue of Life.